# Kapuka Nauyala
Kapuka Niki Nauyala, auch Naujala (* 20. Jahrhundert in Südwestafrika; † Dezember 1989 in Kapstadt, Südafrika), war ein namibischer Politiker der SWAPO.

## Leben
Er studierte an der University of Ibadan in Nigeria. Anschließend wurde Nauyala SWAPO-Repräsentant der African Association of Students Union in Ghana. Er kehrte nach Sambia zurück, wo er unter anderem im Bildungssektor arbeitete. 1975 wurde er persönlicher Assistent von SWAPO-Führer Sam Nujoma und Mitglied des Zentralkomitees der Organisation. 1983 stieg Nauyala ins Politbüro der SWAPO auf und wurde drei Jahre später Repräsentant der SWAPO in Südrhodesien (Simbabwe).
Er war 1989/90 Mitglied der Verfassunggebenden Versammlung Namibias und war gewählter Abgeordneter ses 1. Parlament der namibischen Nationalversammlung.
Nauyala starb 1989 nach einem Autounfall (am 2. Dezember) im südafrikanischen Kapstadt und wurde in Ongwediva beigesetzt.
Nach Nauyala ist eine informelle Siedlung in Windhoek benannt.